# زوي هيلين
زوي هيلين (بالإنجليزية: Zoe Helene)‏ هي ناشِطة وفنانة أمريكية، ولدت في 18 يوليو 1964 في تشارلوت في الولايات المتحدة.

## وصلات خارجية
- الموقع الرسمي